# Justyna Karpała
Justyna Karpała (ur. 6 sierpnia 1992) – polska judoczka.
Zawodniczka klubów: Klub Judo AZS Opole (2005-2011), KS AZS-AWF Wrocław (od 2011). Brązowa medalistka zawodów pucharu Europy juniorek w Cetniewie w 2011. Wicemistrzyni Polski seniorek 2010 w kategorii do 57 kg oraz brązowa medalistka mistrzostw Polski seniorek 2014 w kategorii do 63 kg. Młodzieżowa mistrzyni Polski 2012.